# Орден «Доблестный авиатор»
Орден «Доблестный авиатор» (рум. Ordinul "Virtutea Aeronautică") — румынская военная награда, учреждённая королём Каролем II 31 июля 1930 года.

## История
Орден был основан Каролем II в знак благодарности лётчикам 2-й гвардейской авиационной флотилии, доставивших будущего короля в Бухарест во время династического кризиса 1930 года. Первый в истории орден, специализированный для лётчиков.
Первоначально орден имел три степени: Рыцарь, Офицер и Командор, а также Золотой крест, отмеченный как самая низшая степень. Первые две степени могли присуждаться три раза подряд, с металлической планкой на ленту за каждое новое награждение, что было несвойственно для тогдашней румынской системы наград.
После падения коммунизма в 1989 году орден и медаль «За авиационные заслуги» были восстановлены, с сохранением дизайна 1930 года. Основные изменения заключались в том, что был упразднён Золотой крест и добавлена степень Великого офицера. На сегодняшний день существуют степени Рыцаря, Офицера, Командора и Великого офицера, которые больше не могут присуждаться повторно. Орден мог быть вручён как за военную, так и за гражданскую службу.

## Описание
Знак ордена имел форму креста, аналогичного ордену Михая Храброго, с горизонтальными лучами, стилизованными под крылья. На аверсе белый эмалированный щит с изображением румынского орла с вензелем Кароля II в центре (заменён на вензель Михая I в 1940 году). На реверсе был указан год основания ордена — «1930». В степени Офицера и Командора между лучами креста располагался овальный венок из зелёных эмалированных лавровых листьев. Золотой крест изготавливался из неэмалированного позолоченного металла. В «военной» версии за ратные подвиги авиаторов, между ветвями креста были добавлены две скрещённые шпаги.
После своего учреждения в 1930 году был поставлен выше ордена Звезды Румынии, став, таким образом, третьим по значимости в национальной иерархии наград. С декабря 1938 года его опустили в значимости ниже ордена Короны Румынии, но в 1941 году ему вернули прежний статус.

## Правила ношения
Орден степени Рыцаря и Офицера носили на левой стороне груди, степени Командора — на шее.

## Медаль «За авиационные заслуги»
В дополнение к ордену 24 февраля 1931 года была учреждена медаль «За авиационные заслуги» для награждения авиационного персонала на земле, имевшая три степени. До 1938 года она именовалась как «Аэронавигационная медаль».
Была круглой формы, на аверсе была изображена молодая лётчица, на реверсе — небольшой герб Румынии под лавровым венком, в центре надпись «PENTRU AERONAUTICĂ/1931». На «военной» версии, учреждённой в 1938 году, были добавлены два скрещённых меча и королевская корона.

## Известные кавалеры
- Хория Агарич (1942)
- Смаранда Бреэску (3.10.1931, золотой крест)
- Думитру Бэдулеску (1930, золотой крест и офицерский крест)
- Ричард Бэрд (1930-е)
- Константин Кантакузино (28.11.1941, золотой крест с мечами[3] и двумя планками; 16.02.44 рыцарский крест с мечами[4])
- Отто Деслох
- Иоан Дичезаре (3 золотых креста с мечами, офицерский крест 1943)
- Мариана Дрэджеску (1941 золотой крест с мечами, 1944 планка за второе награждение)
- Марсель Лалуэтт
- Александр Лёр (1941)[5]
- Эрхард Мильх (6.11.1941, командорский крест с мечами)
- Думитру Прунариу (2010)
- Надежда Руссо (1938 или 1939 золотой крест; 27.09.1941 золотой крест с мечами)[6]
- Йозеф Цвернеман (1.08.1941 г., золотой крест)
- Александру Шербэнеску (2 золотых креста с мечами, три рыцарских и офицерский крест, все 1944)[7]
- Илие Штефля (золотой крест с мечами)

### Воинские части, награждённые орденом
- 90-я авиабаза ВВС Румынии[англ.] (2019)
- Прикладная школа ВВС «Аурел Влайку»[англ.] (2010)[8][9]

## Галерея

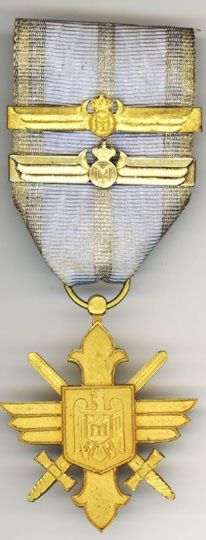
Золотой крест с двумя планками, аверс
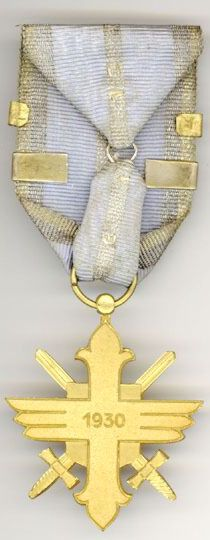
Золотой крест с двумя полосами, реверс
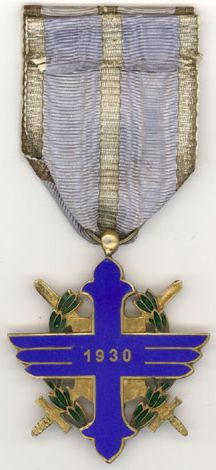
Офицерский крест, реверс
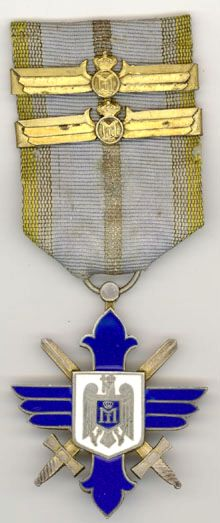
Рыцарский крест с двумя полосами, версия 1940 года
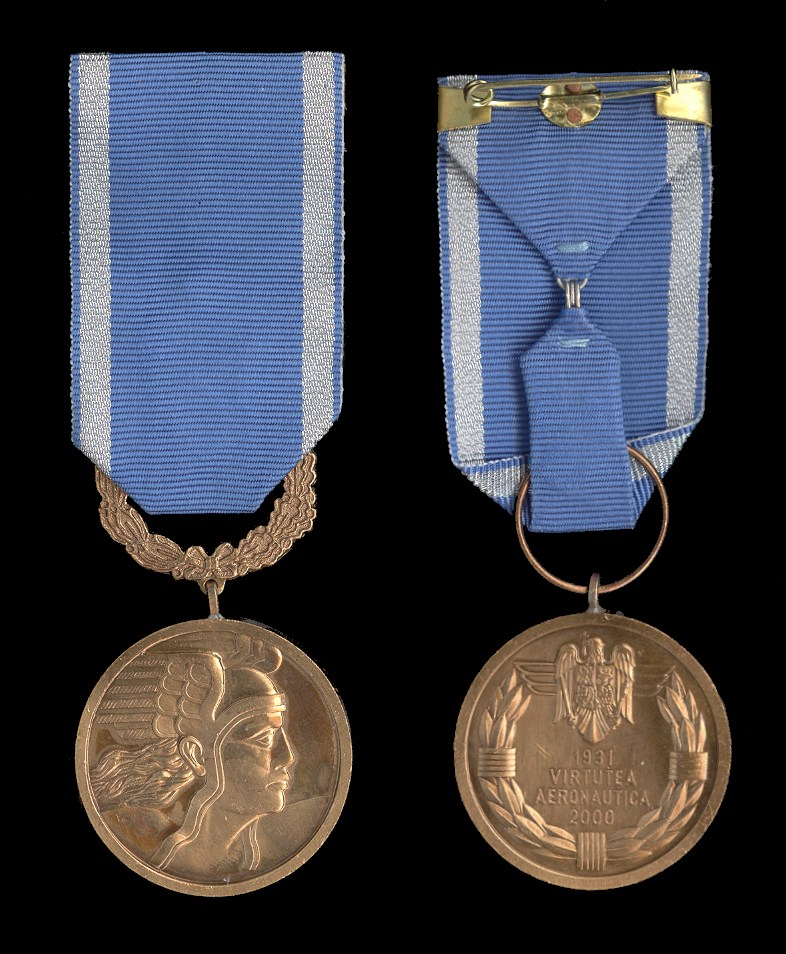
Медаль «За авиационные заслуги» 3-й степени для военнослужащих (аверс) и гражданского персонала (реверс).